# You’re Lookin’ at Country
| Оценки критиков | Оценки критиков |
| Источник        | Оценка          |
| --------------- | --------------- |
| AllMusic        | [ 1 ]           |

You’re Lookin' at Country — 18-й студийный альбом американской кантри-певицы Лоретты Линн, выпущенный 20 сентября 1971 года на лейбле Decca Records. Продюсером был Оуэн Брэдли.

## История
Релиз диска состоялся 9 октября 1971 года на лейбле Decca Records.
Альбом получил умеренные отзывы музыкальных критиков и интернет-изданий.
В обзоре, опубликованном в номере журнала Billboard от 2 октября 1971 года, говорится: «В центре внимания её недавний хит, заглавная мелодия этого альбома, лучший музыкант представляет здесь мощную продукцию. Она использует исключительные трактовки произведений Кристофферсона („I’d Rather Be Sorry“), Джона Денвера („Take Me Home, Country Roads“) и своего собственного сочинения („Close My Eyes“). Самый продаваемый альбом».
Журнал Cashbox опубликовал обзор в выпуске от 17 января 1971, в котором говорилось, «Гарантированный победитель чартов, LP начинает с того, что Лоретта вошла в десятку лучших треков и продолжает смотреть на кантри прямо в глаза и в уши. Ее версия „Take Me Home, Country Roads“ Джона Денвера должна быть немедленно хорошо принята программистами радиостанций и может быть легко форсирована в качестве её следующего сингла. Также выделяются два оригинала Линн: „Close My Eyes“ и „From Now On“. LP также содержит прекрасное прочтение песен Кристоферсона „I’d Rather Be Sorry“, большого хита Рэя Прайса и „Indian Lake“. Совершенно неотразимая, Лоретта ещё раз доказала свою неизменную силу».

## Список композиций
| №  | Название                            | Автор(ы)                             | Дата записи    | Длительность |
| -- | ----------------------------------- | ------------------------------------ | -------------- | ------------ |
| 1. | «You’re Lookin' at Country (песня)» | Лоретта Линн                         | 25 ноября 1970 | 2:15         |
| 2. | «Love Whatcha Got at Home»          | Lynn Peggy Sue Webb                  | 3 октября 1969 | 2:11         |
| 3. | «Take Me Home, Country Roads»       | Bill Danoff Джон Денвер Taffy Nivert | 19 июля 1971   | 2:14         |
| 4. | «Kinfolks Holler»                   | Venda Holliday                       | 3 августа 1971 | 2:10         |
| 5. | «Close My Eyes»                     | Lynn                                 | 8 декабря 1969 | 2:18         |
| 6. | «Indian Lake»                       | Tony Romeo                           | 19 июля 1971   | 2:44         |

| №  | Название                                  | Автор(ы)           | Дата записи    | Длительность |
| -- | ----------------------------------------- | ------------------ | -------------- | ------------ |
| 1. | «I'd Rather Be Sorry»                     | Крис Кристофферсон | 19 июля 1971   | 2:48         |
| 2. | «From Now On»                             | Lynn               | 8 декабря 1969 | 2:16         |
| 3. | «You Can't Hold on to Love»               | Glen Johnson       | 14 мая 1969    | 2:35         |
| 4. | «Country Girl (Just Home from Town)»      | Holliday           | 3 августа 1971 | 2:15         |
| 5. | «I Burnt the Little Roadside Tavern Down» | Bill Howard        | 2 октября 1969 | 2:14         |

## Позиции в чартах

### Альбом
| Чарт (1971)                      | Высшая позиция |
| -------------------------------- | -------------- |
| США Hot Country LP’s (Billboard) | 7              |

### Синглы
| Название                    | Год  | Высшая позиция | Высшая позиция |
| Название                    | Год  | US Country     | CAN Country    |
| --------------------------- | ---- | -------------- | -------------- |
| «You’re Lookin' at Country» | 1971 | 5              | 1              |